# Ancylonotopsis tangai
Ancylonotopsis tangai là một loài bọ cánh cứng trong họ Cerambycidae.